# Nyctimystes dux
A Nyctimystes dux  a kétéltűek (Amphibia) osztályának békák (Anura) rendjébe, a Pelodryadidae' családba, azon belül a Pelodryadinae alcsaládba tartozó faj.

## Előfordulása
A faj Pápua Új-Guinea Huon félszigetének endemikus faja. Színe jobbára zöld. Természetes élőhelye trópusi esőerdők lombkoronája.